# Woelrat
De woelrat of waterrat (Arvicola amphibius) is een knaagdier uit de familie Cricetidae. Hij leeft voornamelijk in de buurt van water, en is een goede zwemmer en duiker. In Frankrijk en op het Iberisch Schiereiland leeft de verwante West-Europese woelrat (Arvicola sapidus). 

## Veldkenmerken
Een volwassen woelrat is 12 tot 23 centimeter lang en 60 tot 295 gram zwaar. De staart is 7 tot 16 centimeter lang. Mannetjes worden gemiddeld 19,1 centimeter lang, vrouwtjes 18,2 centimeter.
De dieren hebben veel weg van de aardmuis, maar zijn groter en hebben een relatief langere staart. Ze verschillen van de bruine rat door een juist kortere staart en een stompe snuit. De voorpoten hebben vier tenen, de achterpoten vijf.
De dikke, ruige, glanzende vacht is op de rug donker (grijzig bruin of roodbruin tot donkerbruin, of zelfs zwartbruin in bijvoorbeeld Noord-Schotland) en op de buik geelgrijs. In het zuiden van het verspreidingsgebied zijn de dieren kleiner, en lichter gekleurd. Dieren worden daar nooit langer dan 16,5 centimeter en niet zwaarder dan 100 gram.
De verwante West-Europese woelrat is gemiddeld kleiner, en lichter gekleurd dan de gewone woelrat. Ook hebben ze een wat spitsere snuit. Meer naar het noorden toe zijn ook de West-Europese woelratten donkerder gekleurd en groter. In Noord-Frankrijk, waar de verspreidingsgebieden van de twee soorten overlappen, zijn de West-Europese woelratten groter dan de gewone woelratten.

## Gedrag
De woelrat is zowel overdag als 's nachts actief, maar het is overwegend een dagdier. Hij eet voornamelijk plantaardig voedsel, voornamelijk stengels, grassen, zeggen en wortels, maar ook insecten en soms vis. Ook landbouwgewassen worden gegeten. Als een woelrat eet, zit hij op zijn achterzijde, waarbij hij met de voorpoten het voedsel naar de bek brengt.
Het woongebied van een woelrat ligt langs een rivieroever. Hier leeft de woelrat in paarverband. Het woongebied van een mannetje is ongeveer 130 meter lang, dat van een vrouwtje ongeveer 80 meter. Ontlasting wordt achtergelaten in latrines, meestal gelegen aan de randen van het woongebied. 's Winters kan een vrouwtje een hol delen met haar dochters en een of meer onverwante mannetjes.
De woelrat graaft gangen in de oevers. De uitgang kan zowel boven als onder de waterspiegel liggen. Het nest, een bal van gras en riet met een diameter van maximaal 25 centimeter, ligt meestal in het hol. Bij een hoge waterstand liggen de nesten in pollen zegge.

## Voortplanting

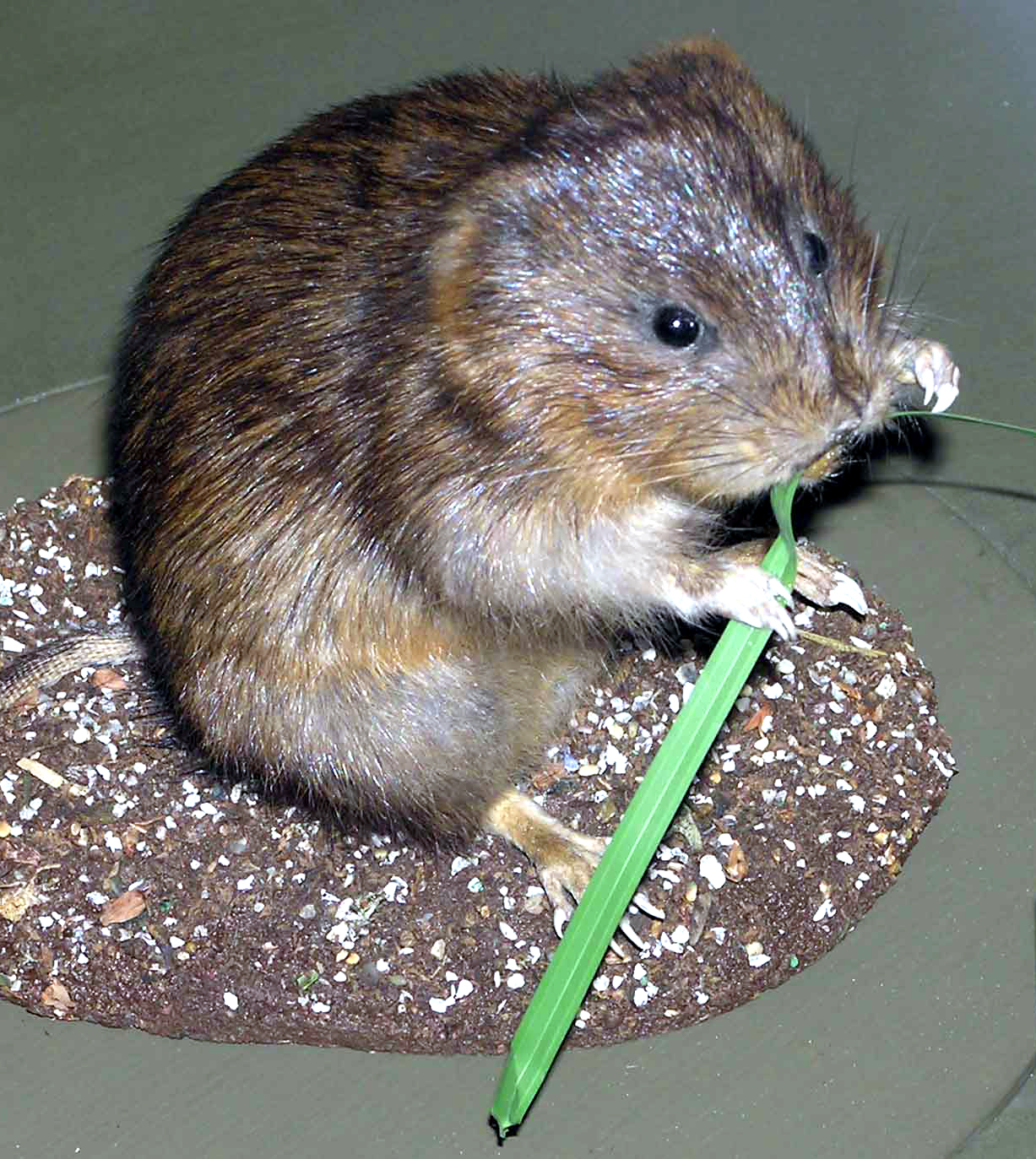
Een opgezette woelrat in het Bristol Museum

In West- en Centraal-Europa loopt de voortplantingstijd van maart of april tot september of oktober. In West-Siberië is deze korter, van mei tot augustus. Een vrouwtje heeft twee tot vijf worpen per jaar. Na een draagtijd van 20 tot 22 dagen worden vier tot zes jongen geboren. Beide ouders zorgen voor de jongen.
De jongen van de woelrat lijken veel op die van de aardmuis, maar hebben een langere staart en veel langere achterpoten. Bij de geboorte zijn de dieren kaal en blind. Na veertien dagen verlaten ze voor het eerst het nest. Soms worden de dieren na 22 dagen het nest uit gejaagd, als het moederdier haar volgende worp heeft. Jonge mannetjes verlaten na vier maanden het woongebied van de ouders. In sommige gebieden zijn de dieren pas na de eerste winter geslachtsrijp, in andere kunnen ze zich al in het eerste jaar voortplanten.
In gevangenschap wordt de woelrat maximaal vijf jaar oud, in het wild gemiddeld 5,4 maanden.

## Verspreiding
De gewone woelrat komt in het grootste deel van Europa voor, oostwaarts tot Iran en West-Siberië; in Nederland in het noorden en westen. Met name in de buurt van stilstaand zoet water, zoals greppels, trage riviertjes en meren, komen de dieren veel voor. Ze hebben een voorkeur voor gebieden met steile oevers die begroeid zijn met gras en meerdere vegetatielagen. Woelratten kunnen ook aangetroffen worden in boomgaarden en op akkerland.
De soort ontbreekt in een groot deel van het Iberisch Schiereiland, waar hij wordt vervangen door de West-Europese woelrat. Ook in Ierland is de woelrat afwezig.
De verwante bergwoelrat, Avicola scherman, is minder gebonden aan water en komt vaker in grasvelden en landbouwgebieden voor. Hij werd lang gezien als een bijzondere, op het land levende vorm van de gewone woelrat, maar sinds 2005 als een aparte soort opgevat. De bergwoelrat komt voor van Noord-Spanje tot Zuid-Nederland en Midden-Roemenië.

## Wetenschappelijke naam
De wetenschappelijke naam van de soort werd als Mus amphibius in 1758 gepubliceerd door Carl Linnaeus. De bronnen waarop hij zich baseerde waren John Ray (1693) en Pierre Belon (1553). Volgens Oldfield Thomas (1911) was John Ray de belangrijkste bron, en baseerde die zich op zijn beurt op een werk van Francis Willughby, en omdat zowel Ray als Willughby Brits waren, moest dit om de Britse woelrat gaan. Linnaeus publiceerde simultaan met de naam Mus aquaticus ook de naam Mus terrestris, zelfs op dezelfde pagina. Lang is gedacht dat de Britse soort een andere was dan die van het vasteland van Europa, waarvoor de naam Mus terrestris of Arvicola terrestris gangbaar was. In 1857 was Johann Heinrich Blasius de eerste die de twee verenigde binnen één soort, waarbij hij, als 'eerste revisor', voor de naam Arvicola amphibius koos. Dat neemt niet weg dat de naam Arvicola terrestris lang in gebruik is gebleven voor deze soort, en door sommige auteurs nog steeds wordt gebruikt op grond van de overweging dat dit een 'lang gevestigde' naam is. Wilson & Reeder (2005) en de IUCN (2017) kiezen voor de naam amphibius; Fauna Europaea (2017) vermeldt de naam als Arvicola terrestris, maar onderscheidt ook Arvicola scherman nog niet als aparte soort.